# Elin Fohström
Elin Anima Alfhild Fohström-Tallqvist, född 22 september 1868 i Helsingfors, död 19 april 1949 i Helsingfors, var en finländsk operasångerska (sopran) och sångpedagog. Hon var syster till Alma Fohström och Ossian Fohström.
Fohström studerade sång hos Felice Vares i Florens 1886–1887 och i hos Pauline Viardot-García i Paris 1888–1889. Hon gav sin debutkonsert i Helsingfors 1887 och gav sin första operaföreställning två år senare. Därefter gjorde hon flera konsertresor i Europa och gjorde studieresor till Firenze och Tyskland. Sångkarriären slutade när hon 1897 gifte sig med professorn Hjalmar Tallqvist, med vilken hon fick tre barn. Fohström fortsatte dock undervisa i sång och arbetade sedan 1910 som sångpedagog i Helsingfors. En av hennes elever var sångerskan Pia Ravenna.